# Staviště
Staviště este o arie protejată (arie specială de conservare — SAC, sit de importanță comunitară — SCI) din Republica Cehă întinsă pe o suprafață de 3,39 ha, integral pe uscat.

## Localizare
Centrul sitului Staviště este situat la coordonatele 49°34′34″N 16°00′02″E / 49.576111°N 16.000556°E.

## Înființare
Situl Staviště a fost declarat sit de importanță comunitară în aprilie 2005 pentru a proteja 1 specie de animale. Situl a fost protejat și ca arie specială de conservare în iulie 2012.

## Biodiversitate
Situată în ecoregiunea continentală, aria protejată nu include niciun habitat protejat.
La baza desemnării sitului se află o specie protejată de  pești: zglăvoacă (Cottus gobio).